# Trine 2
Trine 2 – platformowo-logiczna przygodowa gra akcji stworzona przez Frozenbyte. Jest kontynuacją gry Trine, jej premiera na platformy Microsoft Windows i OS X miała miejsce 7 grudnia 2011 roku, na amerykańskim PlayStation Network 20 grudnia 2011 roku, na europejskim 7 marca 2012 roku, a na Xbox Live Arcade 21 grudnia 2011 roku. 31 marca 2012 roku ukazał się port gry na systemy Linux. Trine 2 pozwala graczom kierować trzema postaciami – czarodzieja, rycerza i złodziejki – w trybie dla jednego gracza oraz w trybie kooperacji.
6 września 2012 roku w usłudze Steam ukazała się zawartość do pobrania o tytule Goblin Menace w wersji na Windows i OS X. Weszła ona w skład gry w wersji na konsolę Wii U, która ukazała się 18 listopada 2012 roku pod nazwą Trine 2: Director's Cut, zapowiedziana została również na system Linux.

## Fabuła
Przygoda zaczyna się, gdy trójka bohaterów, złodziejka, rycerz i czarodziej, ponownie odnajdują Trójnię (ang. Trine), która znów łączy ich razem. Decydują się na wyruszyć w podróż, aby ocalić królestwo przed złymi goblinami i innymi wrogami.

## Odbiór
Gra spotkała się z pozytywnym przyjęciem krytyków, uzyskując w wersji na komputery osobiste średnią z ocen wynoszącą 84/100 punktów według agregatora Metacritic oraz 85,13% według serwisu GameRankings.